# Megawhaitsia
Megawhaitsia é um gênero extinto de grandes indivíduos da linhagem Therocephalia e do clado Therapsida, que viveram durante o Permiano Superior (Wuchiapingiano) na região que hoje corresponde ao Leste Europeu. A única espécie conhecida é M. patrichae, descrita em 2008 a partir de diversos fósseis encontrados em várias oblasts da Rússia europeia. Os fósseis representam um animal de grande porte, com o tamanho do crânio estimado entre 40 e 50 cm de comprimento.
A característica mais notável de Megawhaitsia é a presença de um osso maxilar com canais diretamente conectados à raiz dentária dos caninos. Com base nas características observadas no gênero relacionado Euchambersia, o paleontólogo russo Mikhail Ivakhnenko [en] sugere a possibilidade de o animal possuir uma glândula de veneno. Caso confirmado, isso faria de Megawhaitsia um dos tetrápodes mais antigos conhecidos com essa característica. Estudos posteriores, no entanto, questionaram essa hipótese.
O tamanho imponente de Megawhaitsia e sua posição como superpredador podem estar relacionados ao desaparecimento ou ausência de grandes gorgonopsídeos no final do Permiano Superior em certas regiões da atual Rússia europeia. Assim, Megawhaitsia poderia ter ocupado os nichos ecológicos anteriormente dominados pelos gorgonopsídeos.

## Descoberta e nomeação
O espécime holótipo de Megawhaitsia foi descoberto em meados da década de 1950, durante escavações na localidade de Vyazniki-2, situada no oblast de Vladimir, na Rússia europeia, e catalogado como PIN 1100/101. Esse sítio é datado do estágio Wujiapinguiano do Permiano Superior. Inicialmente, o fóssil foi incorretamente identificado como a mandíbula de um gorgonopsídeo semelhante a Inostrancevia. Devido à baixa presença de gorgonopsídeos no Permiano Superior na Rússia, o fóssil foi reclassificado como pertencente a um grande terocefálio em um estudo publicado em 1997, mas sem receber um nome binomial. Em 2001, Mikhail Feodosievich Ivakhnenko atribuiu outros dois restos fósseis ao táxon ainda sem nome. O primeiro é um osso maxilar parcial, catalogado como PIN 1538/39, descoberto na localidade de Purly, no oblast de Nijni Novgorod. O segundo é a parte direita de uma mandíbula incompleta, catalogada como PIN 4417/101, encontrada na localidade de Shabarshata, no oblast de Kirov.
Em 2008, Ivakhnenko publicou uma descrição formal do novo táxon, com base nos espécimes PIN 1100/101 e PIN 1538/39, descrevendo-o como o primeiro membro da família Whaitsiidae [en] do Permiano Superior do Leste Europeu. Posteriormente, o escopo dos indivíduos de Whaitsiidae foi ampliado para incluir descobertas feitas anteriormente em depósitos do Permiano nas mesmas regiões russas, como Moschowhaitsia [en] e Viatkosuchus [en], descritos em 1963 e 1995, respectivamente. O nome do gênero Megawhaitsia deriva do grego antigo μέγας (megas, "grande"), combinado com o nome de outro gênero de terocefálios, Whaitsia (atualmente considerado sinônimo de Theriognathus [en]). O epíteto específico patrichae homenageia a paleontóloga australiana Patricia Vickers-Rich [en].

## Descrição

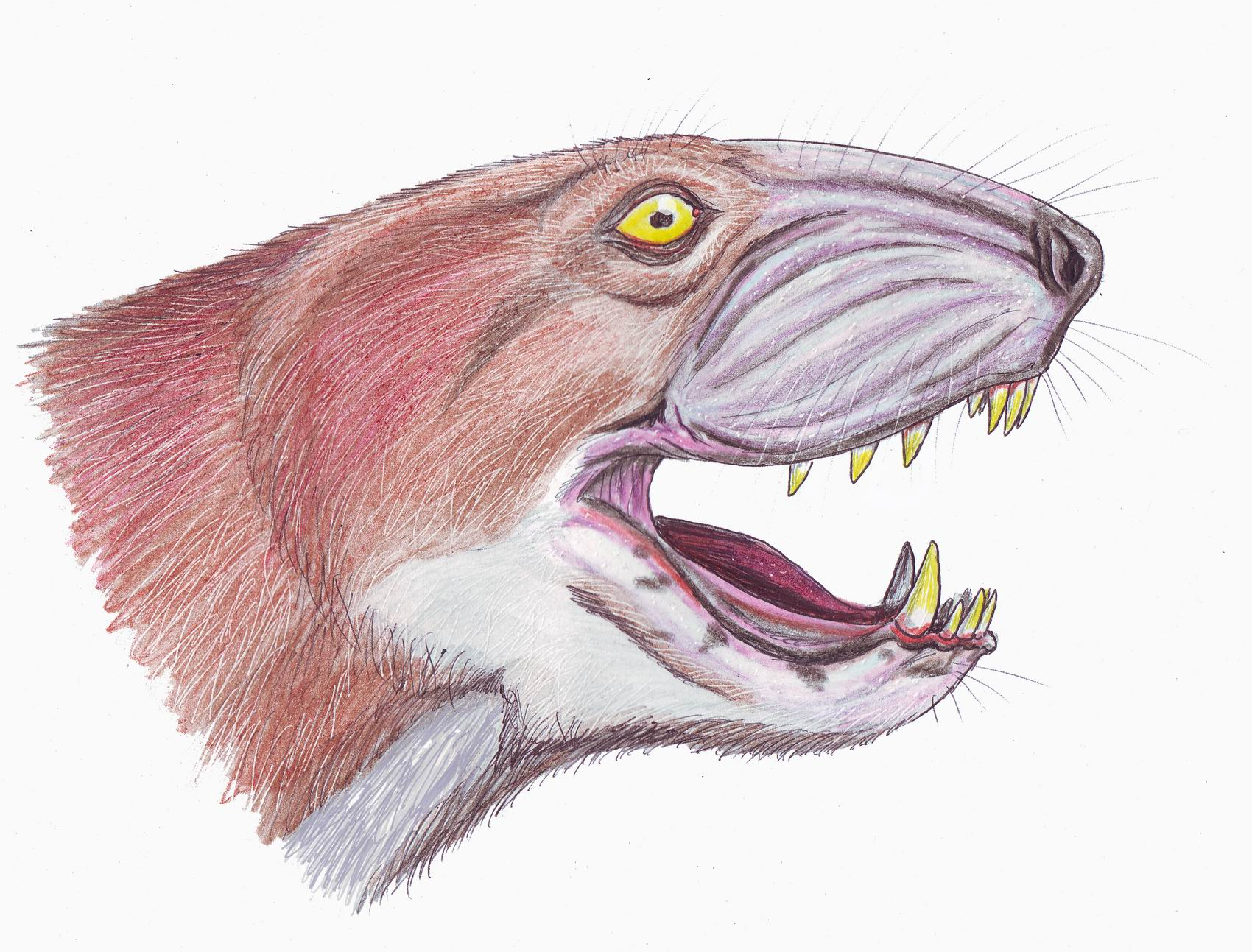
Paleoarte da cabeça de Megawhaitsia.

Os fósseis conhecidos de Megawhaitsia são muito incompletos, o que impede uma reconstrução completa da anatomia do animal. No entanto, a estrutura dos dois ossos maxilares conhecidos confirma que se trata de um terocefálio.
O osso maxilar do animal era robusto, com o maior fragmento preservado medindo cerca de 10 cm de comprimento. Com base nas proporções de crânios mais completos de representantes menores do grupo encontrados na África do Sul, o comprimento total do crânio de Megawhaitsia é estimado entre 40 e 50 cm, o que o tornaria o maior terocefálio conhecido até o momento. Na borda inferior do osso maxilar, há um grande espaço que pode acomodar o canino inferior. Atrás, encontram-se os alvéolos de três grandes caninos superiores, sendo os dois anteriores ligeiramente maiores. As raízes dentárias são profundas, com todos os três possuindo uma fossa alveolar profunda. A mandíbula parcial atribuída a Megawhaitsia possui o alvéolo de um canino muito grande, mas não apresenta alvéolos de dentes molares.
Uma característica do osso maxilar é a presença de três canais que se iniciam na região do canal lacrimal, passam ao longo das raízes dentárias e se abrem próximos aos alvéolos de cada um dos caninos. Por analogia com hipóteses sobre a venenosidade de outro gênero de terocefálios, Euchambersia, Ivakhnenko interpreta esses canais como uma possível evidência da presença de glândulas venenosas em Megawhaitsia, que seriam usadas para abater grandes presas. No entanto, como a venenosidade de Euchambersia foi questionada em um estudo publicado em 2017, com base em comparações com diversos animais venenosos modernos, os autores desse estudo sugerem que outras explicações para a presença desses canais maxilares podem ser possíveis.

## Classificação
Durante a segunda metade do século XX, os ossos maxilares fósseis de Megawhaitsia foram considerados pertencentes a um gorgonopsídeo semelhante ou idêntico ao gênero Inostrancevia. Em 1997, os fósseis foram reclassificados como pertencentes a um terocefálio indeterminado da família Whaitsiidae. Em 2001, foram atribuídos à família Moschorhinidae. No artigo de Ivakhnenko de 2008, Megawhaitsia foi novamente incluído na família Whaitsiidae, dentro da superfamília Whaitsioidea. Na época, o táxon Whaitsioidea incluía as famílias Euchambersiidae e Whaitsiidae como grupos irmãos, devido à sua aparência semelhante. Um estudo publicado menos de um ano depois por Adam Huttenlocker estimou que as famílias Euchambersiidae, Moschorhinidae e Annatherapsididae eram sinônimos juniores de Akidnognathidae [en], considerada o grupo irmão de Whaitsiidae. Em 2016, Huttenlocker e Christian Sidor [en] concluíram que os membros de Akidnognathidae são de fato próximos aos de Chthonosauridae, formando os dois o grupo irmão de um clado que contém os membros de Whaitsioidea e de Baurioidea [en]. A superfamília Whaitsioidea permanece reconhecida como um táxon válido, embora agora inclua apenas os membros de Whaitsiidae e alguns gêneros relacionados.

## Paleobiologia
Em comparação com os terocefálios sul-africanos, Megawhaitsia apresentava um tamanho significativamente maior, correspondendo a um nicho de predador carnívoro especializado. Alimentava-se de presas relativamente grandes, notadamente dicinodontes, que eram numerosos nas regiões russas da Europa durante o Permiano Superior. A possível presença de glândulas venenosas em Megawhaitsia seria consistente com a hipótese de dicinodontes de sangue quente, já que o veneno oferece uma vantagem significativa, especialmente na caça de presas ativas de sangue quente.
Um dos tipos de grandes coprólitos encontrados na localidade de Vyazniki está associado a Megawhaitsia ou a membros próximos de mesma família, como Moschowhaitsia. Ele revela um alto conteúdo de material ósseo, incluindo ossos com traços de uma rica rede de vasos sanguíneos, provavelmente pertencentes a dicinodontes, indicando um predador que ocupava o topo da rede trófica. Além disso, foram encontrados restos de escamas de peixes e material interpretado como ganoína [en], bem como estruturas semelhantes a pelo. Estas são interpretadas como os restos fósseis de pelagem mais antigos conhecidos até o momento, embora não esteja claro se pertencem à presa ou foram engolidos pelo predador durante a higienização.

## Paleoecologia
A localidade de Vyazniki-2, onde o holótipo de Megawhaitsia foi descoberto, contém numerosos fósseis de tetrápodes datados do Wujiapinguiano, incluindo Dvinosaurus [en] (ordem Temnospondyli), bem como membros do clado Reptiliomorpha não amniotas, como Karpinskiosaurus [en] (ordem Seymouriamorpha) e vários tetrápodes do grupo Chroniosuchia [en]. Saurópsidas presentes incluem pareiassauros como Obirkovia [en] e arcossauriformes da família Proterosuchidae [en], como Archosaurus [en], que também teria sido um dos principais predadores da área. Outros terapsídeos estão presentes na localidade, como um dicinodonte indeterminado e outros terocefálios, incluindo Annatherapsidus [en], Malasaurus [en] e Moschowhaitsia.
Pesquisadores especulam que, devido ao seu tamanho aumentado, os membros de Whaitsiidae do Leste Europeu ocupavam o nicho ecológico dos grandes gorgonopsídeos, que, naquela época, haviam desaparecido da Europa Oriental, possivelmente devido a um resfriamento climático.